# Voïvodie de Bracław
La voïvodie de Bracław (polonais : Województwo bracławskie) est une ancienne voïvodie de Lituanie et de Pologne. Son siège est Bracław.

## Histoire
Créée en 1566 comme division du grand-duché de Lituanie,  Bracław passe sous le contrôle de la couronne du royaume de Pologne en 1569 à la suite de l'union de Lublin. Après les partages de la Pologne de 1793, la province est prise par l'Empire russe et dissoute peu de temps après.
De 1648 à 1657, le territoire de la voïvodie faisait partie de l'Hetmanat cosaque dans le contexte du soulèvement de Khmelnytsky, tandis que de 1672 à 1699 il a fait partie de l'Ukraine ottomane, vassale de l'Empire ottoman.

## Articles liés
- Le voïvode de Braclaw, Janus Zbaraski, fait construire château de Toky.